# Botfalusi Cukorgyártelep
Botfalusi Cukorgyártelep (románul: Colonia Bod) falu Romániában, Erdélyben, Brassó megyében.

## Fekvése
A Barcaságban, Brassótól északra, Botfalutól délnyugatra fekszik, közel az E60-as és a 112A utak találkozásához.

## Története
1889-ben alapított itt cukorgyárat a szerencsi cukorgyárat is működtető, főként német tőke által létrehozott Magyar Cukoripar Rt., amelyet 1892-ben a Kornfeld Zsigmond által vezetett Magyar Általános Hitelbank vett meg. Az építkezéseket egy prágai vállalkozó vezette, a gépek Pilzenből és Prágából érkeztek. A környék gazdáit igyekeztek megbarátkoztatni a cukorrépa termesztésével, de ehhez előbb meg kellett változtatniuk hagyományos háromnyomásos, ugarhagyó, legelőkényszeres gazdálkodásukat. A terményt a Barcaságból, Háromszékről, Kőhalomszékről és Udvarhelyszékről gyűjtötték be, de a gyár saját maga is termesztett cukorrépát, Nyitra megyéből hozott szlovák napszámosokkal. A társaság 1894-ben magyar iskolát nyitott a gyár mellett.
A századfordulón az akkori Magyar Királyság legnagyobb cukorgyára volt. Éjjel-nappal üzemelt, 640 férfi, 280 női napszámost és kétszáz gyermekmunkást foglalkoztatott. Évi 75 ezer mázsa süveg-, kocka-, darabos és porcukrot állított elő. Ennek felét Romániába és Kis-Ázsiába exportálták, a másik felét csaknem teljesen az erdélyi piac vette fel. A gyár fellendítette a vidék szarvasmarhatartását is, a feldolgozás melléktermékeivel pedig sertéseket hízlalt.
2010-ben, mint az egyedüli belföldi tulajdonú romániai cukorgyár, a romániai cukorkvóta 18,4%-át termelte. 2011. január 18-án csődeljárás alá került.
2002-ben 1916 fő élt a településen, közülük 1471 román, 418 magyar és 23 német nemzetiségű; 1409 ortodox, 206 római katolikus, 110 református, 110 unitárius, 34 evangélikus és 16 görögkatolikus vallású.